# Вајли (Тексас)
Вајли (енгл. Wylie) град је у америчкој савезној држави Тексас. По попису становништва из 2010. у њему је живело 41.427 становника.

## Демографија
Према попису становништва из 2010. у граду је живело 41.427 становника, што је 26.295 (173,8%) становника више него 2000. године.
| Група             | 2000.          | 2010.          |
| Белци             | 12.877 (85,1%) | 25.546 (61,7%) |
| Афроамериканци    | 313 (2,1%)     | 5.141 (12,4%)  |
| Азијати           | 91 (0,6%)      | 2.300 (5,6%)   |
| Хиспаноамериканци | 1.580 (10,4%)  | 7.420 (17,9%)  |
| Укупно            | 15.132         | 41.427         |